# Сиксіка
Сиксіка́ (сик. ᓱᖽᐧᖿ [sɪksiká]), також блакфут (з англ. blackfoot «чорноногі») — це алгонкінська мова, якою розмовляють чорноногі — коренні мешканці північно-західної Північної Америки. Існує чотири діалекти мови, три з яких є вживані в Канаді, а один у США. Серед алгонкінських мов сиксіка є відносно розбіжною у фонології та лексиці. Мова має досить невеликий перелік фонем, що складається з 11 основних приголосних і трьох основних голосних, а також їх подовжених відповідників. Сиксіка також є мелодійною мовою. З 1960-х років кількість носіїв сиксіка суттєво зменшилася, і вона класифікується як «перебуває під виразною загрозою» в Атласі мов світу ЮНЕСКО. У Канаді ця втрата пояснюється головним чином школами-інтернатами, де студентів суворо карали за те, що вони розмовляли своїми рідними мовами.

## Фонетика

### Приголосні
У сиксіка всі приголосні окрім /ʔ/, /x/, /j/ та /w/ мають подовжену пару.
|              | Губні | Передньоязикові | Дорсальні | Гортанні |
| ------------ | ----- | --------------- | --------- | -------- |
| Носові       | m mː  | n nː            |           |          |
| Проривні     | p pː  | t tː            | k kː      | ʔ        |
| Африкати     |       | ts tsː          | ks ksː    |          |
| Фрикативні   |       | s sː            | x         |          |
| Апроксиманти | w     |                 | j         |          |

### Голосні
| МФА  | Приклад |
| ---- | ------- |
| i(ː) | imitáá  |
| a(ː) | aan     |
| o(ː) | óki     |